# 阿格拉地铁
阿格拉地铁是位于印度北方邦第四大城市阿格拉的快速交通网络。详细项目报告(DPR)于2014年提交，并于2015年由北方邦内阁批准。阿格拉地铁将由两条地铁线路组成，总长为29.65（18.42英里）。

阿格拉地铁和泰姬陵

## 历史
截至 2016 年 7 月，RITES 已准备好 DPR 并提交给州政府。
2019 年 2 月 28 日，联盟理事会批准了价值 837.962 亿卢比的阿格拉地铁项目。
2024 年 3 月 6 日，纳伦德拉·莫迪总理为阿格拉地铁项目一期工程揭幕。